# Wüstenrot-Gruppe (Österreich)

Logo der Wüstenrot-Gruppe

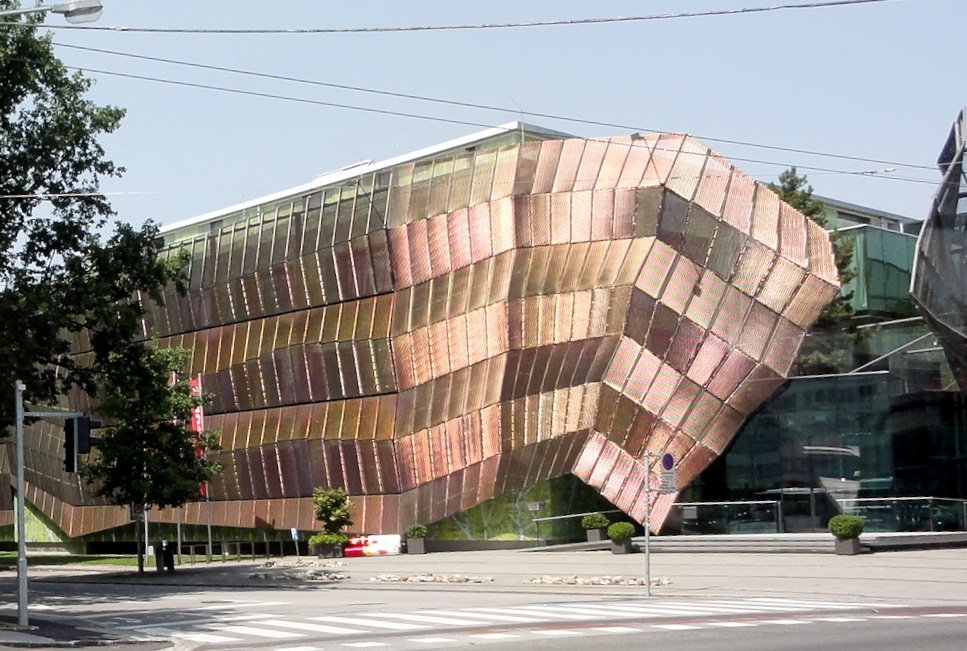
Teilansicht der neu gestalteten Zentrale in Salzburg

Die Wüstenrot-Gruppe ist ein österreichischer Finanzkonzern mit einer österreichischen Genossenschaft, der Wüstenrot Wohnungswirtschaft reg.Gen.m.b.H. als Eigentümerin und unterhält ihren Hauptsitz in Salzburg in Österreich. Die wichtigsten Unternehmen des Konzerns bilden die Bausparkasse Wüstenrot AG, die Wüstenrot Versicherungs-AG, die Wüstenrot Bank AG und Wüstenrot Technology GMBH.
Mit dem Go-live der digitalen Wüstenrot Bank im Juni 2023 wurde die Wüstenrot-Gruppe zum einzigen Allfinanzdienstleister in Österreich mit Bank, Bausparkasse und Versicherung unter einem Dach.

## Unternehmensgeschichte
Die Verbreitung des Bauspargedankens in Österreich ging von Salzburg aus. Im Zuge eines Vortrages von Siegfried Gmelin am 30. November 1925 in Salzburg wurden diese Ideen auch in Österreich verbreitet. Noch im selben Jahr gründete Gmelin mit der Bausparkasse der Gemeinschaft der Freunde Wüstenrot die erste, bis 1997 noch genossenschaftlich organisierte Bausparkasse Österreichs. 1926 wurde das erste von Wüstenrot mitfinanzierte Eigenheim in Hallein übergeben. Seit 1930 ist Wüstenrot die einzige österreichische Bausparkasse, die ihre Zentrale nicht in der Bundeshauptstadt Wien unterhält. Das erste Verwaltungsgebäude lag in der Auerspergstraße und wurde am 6. und 7. Dezember 1930 eingeweiht. Damals hatte die Bausparkasse 12000 Sparer mit einer Vertragssumme von 211 Mio. Schilling.
1997 kam es zur Ausgliederung des bankgeschäftlichen Teilbetriebs aus der genossenschaftlich geführten Bausparkasse in die für diesen Zweck neu gegründete Bausparkasse Wüstenrot AG. Viele der seit 1969 mit großen Kreditinstituten eingegangenen Partnerschaften führten nunmehr zu Kapitalbeteiligungen an der neuen Aktiengesellschaft. 2004 übernahm die Bausparkasse Wüstenrot die LandesBausparkasse (LBA).
Im November 1976 erfolgte die Gründung des Tochterunternehmens Wüstenrot Versicherungs-AG. 2001 kam es zur Fusion mit der Volksfürsorge-Jupiter Allgemeine Versicherungs-AG und damit verbunden zur Ausweitung der Geschäftstätigkeit auf die Bereiche der Schaden- und Unfallversicherung. Als Universalversicherer firmiert das Unternehmen seither als Wüstenrot Versicherungs-AG und entwickelte sich bis heute zu einem der größten Versicherungsunternehmen Österreichs.
In Österreich verfügt die Wüstenrot-Gruppe über 63 Filialen, in der Slowakei und in Kroatien ist sie seit 1. Januar 2023 vertreten. Die Bausparkasse Wüstenrot hält eine Beteiligung an der ungarischen Bausparkasse Funadamenta-Lakáskassza. Die Geschäftsstellen in Tschechien wurden 2015 im Gegenzug für die slowakischen Geschäftsstellen von der deutschen Wüstenrot-Gruppe übernommen.

## Wüstenrot Wohnungswirtschaft reg. Gen. mbH

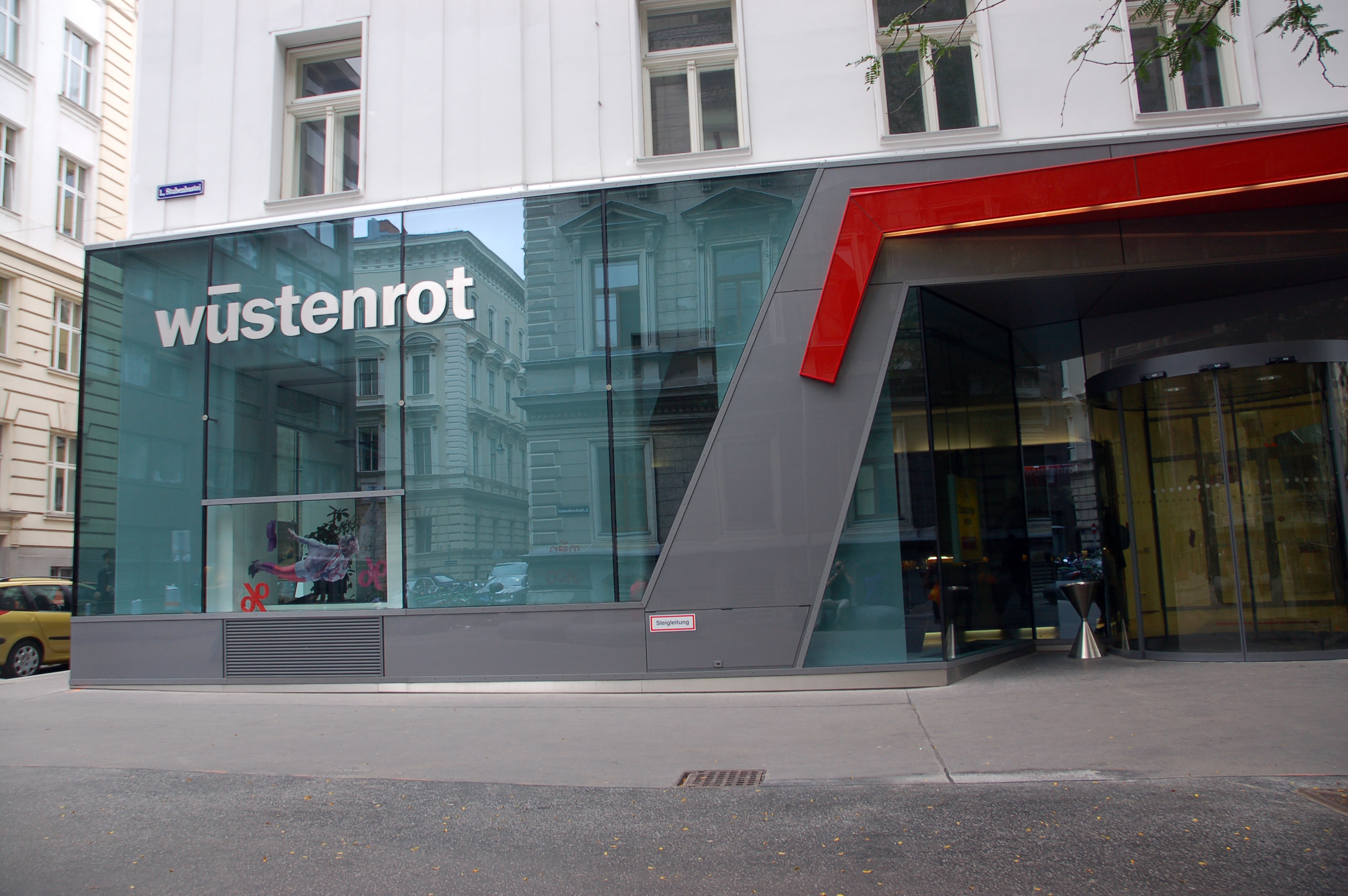
Eine Wüstenrot-Filiale in Wien

Die Wüstenrot Wohnungswirtschaft ist eine registrierte Genossenschaft mit beschränkter Haftung. Die Geschäftsanteile belaufen sich auf 17,4 Mio. Euro. Die Anteile werden von drei Großgenossenschaftern mit insgesamt 161.00 Anteilen gehalten, die restlichen Anteile verteilen sich auf 2,24 Mio. Einzelgenossenschafter.
Unternehmensgegenstand ist insbesondere die Förderung des Bausparwesens, Information der Mitglieder in wohnwirtschaftlichen Angelegenheiten, die Beteiligung an der Bausparkasse Wüstenrot AG und die Zurverfügungstellung von deren Angeboten sowie die Errichtung, Beschaffung, Erhaltung und Verbesserung von überwiegend zu Wohnzwecken gewidmeten Gebäuden und Wohnungen sowie an anderen Gebäuden, soweit sie mittelbar Wohnzwecken dienen.

## Bausparkasse Wüstenrot AG
Die Bausparkasse Wüstenrot gründete sich als Genossenschaft und wurde 1997 in die Gesellschaftsform einer Aktiengesellschaft umgewandelt. Der Vorstand setzt sich aus Gen. Direktorin Susanne Riess-Hahn, Gregor Hofstätter-Pobst als CFO und Wolfgang Hanzl als CIO zusammen. Seit ihrer Gründung finanzierte die Wüstenrot Bausparkasse etwa 500.000 Eigenheime in Österreich. Derzeit hat das Unternehmen mehr als 1 Million Kundinnen und Kunden und beschäftigt rund 1.400 Mitarbeiterinnen und Mitarbeiter.
2005 wurde die Österreich-Zentrale der Bausparkasse Wüstenrot in Salzburg generalsaniert und neu gestaltet.

## Wüstenrot Versicherungs-AG
Im November 1976 als Tochterunternehmen der Bausparkasse Wüstenrot gegründet, ist die Wüstenrot Versicherungs-AG heute ein großer Universalversicherer. Die Produktpalette umfasst neben Lebensversicherungen die Bereiche Autoversicherung, Haushalts- und Eigenheimversicherung, Rechtsschutzversicherung, Haftpflichtversicherung und Betriebsversicherung sowie Unfall- und private Krankenversicherung.